# أركتك مونكيز
أركتك مونكيز (بالإنجليزية: Arctic Monkeys)‏ هي فرقة موسيقى روك بريطانية. بدأ نشاطها العام 2002. أصبحت فرقة Arctic Monkeys من أعظم فرق الألفية الجديدة في المملكة المتحدة، بعد أن دمجت الأساليب الموسيقية الخاصة بـ Franz Ferdinand و Clash و Strokes و Libertines لتشكّل مزيجًا من الروك المستقل (indie rock) اللافت والبانك المعاصر المتناغم. بدأ نجاح الفرقة المؤلفة من مراهقين بالبروز في العام 2005 بعد أن استقطبت عروضًا من شركات إنتاج ضخمة ونفدت بطاقات الحفل الذي أحيته في London Astoria. وقد تمكّن أعضاء الفرقة من تحقيق ذلك من خلال جهودٍ لم تقتصر فقط على الأغنية المطوّلة التي أصدروها بأنفسهم. وبعد بضعة أشهر، أصبح ألبوم الفرقة الأول بعنوان Whatever People Say I Am That's What I'm Not الأسرع مبيعًا في تاريخ بريطانيا، حيث أصبحت فرقة Arctic Monkeys بموازاة الفرق الحاصلة على تصنيف بلاتينوم لعدة مرات مثل Oasis و Blur.
بدأ مغني الفرقة الرئيسي Alex Turner وعازف الإيتار Jamie Cook مسيرتهما الفنية في العام 2001، عندما حصل الصديقان على غيتارين بمناسبة عيد الميلاد. وبعد سنتين، بدأ الثنائي بتقديم عروض في موطنهما في شيفيلد مع زميلين لهما في ثانوية ستوكبريدج، وهما عازف الدرامز Matt Helders وعازف آلة الباس Andy Nicholson. وتلت هذه العروض تسجيلات تجريبية وسّعت قاعدة الفرقة الجماهيرية بعد أن نشرها المعجبون على الإنترنت. وما لبث أعضاء الفرقة أن وجدوا أنفسهم محطّ أنظار الصحافة، فيما كانت محطات كإذاعة BBC تنظر في نوع الموسيقى الذي تروّج له الفرقة وفي أمر الضجة الإعلامية التي حققتها.
ومن خلال توزيع Arctic Monkeys لأعمالها الخاصة على الإنترنت، تمكّنت من حشد جمهورٍ كبير من دون أن تحتاج إلى شركة إنتاج معروفة، ونجحت بالتالي في سلوك طريقٍ غير اعتيادي للوصول إلى النجومية. واستمرت الفرقة في تحدي التقاليد، لا سيما عندما رفضت الميزانية الكبيرة التي عرضتها عليها شركة إنتاج بارزة، وفضلت في العام 2005 توقيع عقدٍ مع شركة Domino Records المستقلة؛ فانضمت بالتالي إلى قافلة فنانيها الذين يتّبعون نهج الاعتماد على الذات لإتمام المهمات (Y.I.D) (وكانت اللائحة تشمل أيضًا فرقة
Franz Ferdinand التي تشكّل مرجعًا أساسيًا لـ Arctic Monkeys). وأثمرت القرارات الصائبة التي اتخذتها الفرقة عن احتلال أول أغنيتين لها بعنوان I Bet You Look Good on the Dancefloor و When the Sun Goes Down المراكز الأولى في لوائح تصنيف المملكة المتحدة. وحازت الأغنيتان على استحسان النقاد، إلا أن قلةً فقط توقعت النجاح الساحق الذي حققه الألبوم الأول للفرقة والذي تفوّق على ألبوم Definitely Maybe لفرقة Oasis، كأسرع ألبوم مبيعًا في تاريخ بريطانيا (وهو رقمٌ قياسي حطّمه بعد عام ألبوم
Spirit للمغنية Leona Lewis). وحقق ألبوم Whatever People Say I Am, That's What I'm Not في أسبوعه الأول فقط مبيعاتٍ وصلت إلى 363,735 نسخة، فتحول أعضاء Arctic Monkeys بالتالي من نجوم للموسيقى غير التجارية إلى شخصيات بارزة على الساحة الفنية.
وبلغت مبيعات ألبوم الفرقة الأول حوالى 300,000 نسخة في أميركا—أي ما يكفي لجذب تغطية إعلامية، ولكنها أقل بنسبة ملحوظة مما حققه الألبوم في أسبوعه الأول في بريطانيا. ومع ذلك، استمر نجاح الفرقة عند إطلاقها أغنية مطولة في الربيع بعنوان Who the F**k Are Arctic Monkeys، والتحضير لجولة في الولايات المتحدة. وفي العروض التي أدّتها في الولايات المتحدة، أحضرت الفرقة من الخارج Nick O'Malley وهو عازف الباس البديل ليرافقها في جولتها ويحل مؤقتًا محل العازف الأساسي Nicholson الذي كان يعاني من الإرهاق. وعند عودة الفرقة من الجولة في يونيو 2006، أعلن Nicholson رسميًا مغادرته الفرقة وبقي O'Malley عضوًا دائمًا فيها. وفي موسم الخريف من العام نفسه، حازت الفرقة على جائزة Mercury Prize (ميركوري) للعام 2006، وتبرعت بالأموال التي ربحتها لجمعية خيرية لم تعلن عن اسمها. كذلك، حازت الفرقة على جائزة أفضل أداء متميز في جوائز Brit Awards (الجوائز البريطانية للموسيقى) وجائزة أفضل فرقة جديدة في جوائز مجلة NME. وأوردت NME تصريحًا جريئًا منها اعتبرت فيه ألبوم الفرقة الأول من أفضل خمسة ألبومات في تاريخ بريطانيا.
واكبت الفرقة العصر الموسيقي مع ألبوم Favourite Worst Nightmare، الصادر في أبريل 2007، حيث استعملت إيقاعًا أسرع وآلات موسيقية صاخبةً أكثر. وسجل أعضاء الفرقة الألبوم الثاني بسرعة، آملين استئناف جولاتهم بأسرع وقت ممكن، وقد ساعد إطلاق الألبومين في فترة وجيزة الفرقة في المحافظة على شعبيتها في موطنها. حقق Favourite Worst Nightmare مبيعاتٍ وصلت إلى 85,000 نسخة في اليوم الأول من إصداره ووردت أغنياته الاثنتا عشرة في لوائح أفضل 200 أغنية في المملكة المتحدة. وفيما أعار Alex Turner انتباهه لمشروعٍ ثانوي آخر لفترةٍ قصيرة، وهو فرقة Last Shadow Puppets، ترشحت فرقة Arctic Monkeys من جديد لجائزة Mercury وحازت على جائزتين من Brit Awards (الجوائز البريطانية للموسيقى) للعام 2008. بدأت الفرقة تسجيل ألبومها الثالث في أوائل العام 2008 واستمرت في العمل طوال السنة مع المنتجين James Ford (الذي سبق له أن عمل مع Turner على ألبوم فرقة Last Shadow Puppets) و Josh Homme (المغني الرئيسي في فرقة Queens of the Stone Age) اللذين أضافا نمطًا جديدًا على ألحان الفرقة. وفي هذا الوقت، أطلقت الفرقة ألبوم حفلة موسيقية بعنوان At the Apollo مرفقًا بمقاطع فيديو تم تصويرها بفيلم 35 مم قبل إطلاق ألبوم Humbug في أغسطس 2009.
وحاز Humbug على تصنيف بلاتينوم في المملكة المتحدة غير أن أيًا من أغنياته لم تحتل مراتب أفضل 10 أغنيات، ووصلت أغنية Crying Lightning فقط إلى المرتبة الثانية عشرة فيما احتلت أغنية Cornerstone المرتبة 94. وفي شهر فبراير، انطلقت الفرقة في جولة جديدة في بلدان متعددة استمرت حتى نهاية العام. وبعد تأدية عددٍ من العروض في بداية العام 2010، أخذ أعضاء الفرقة استراحة قصيرة قبل الاجتماع من جديد مع James Ford لتسجيل ألبومٍ رابع. بدأت الفرقة التسجيل في موسم الخريف وأطلقت ألبومها Suck It and See في ربيع العام 2011. وفي هذه الأثناء، ألف Turner أيضًا موسيقى لفيلم Submarine لـ Richard Ayoade وتضاعفت مبيعات موسيقى الفيلم كونها أول إصدار منفرد للمغني الرئيسي.

## ألبومات
1. (Whatever People Say I Am, That's What I'm Not (2006
2. (Favourite Worst Nightmare (2007
3. (Humbug (2009
4. (2011) Suck it and See
5. (AM (2013
6. Tranquility Base Hotel and Casino (2018)

## اغانيهم
Five Minutes with the Arctic Monkeys
- Fake Tales Of San Francisco
- From Ritz To The Rubble

I Bet You Look Good On the Dancefloor
- I Bet You Look Good On The Dancefloor
- Bigger Boys and Stolen Sweethearts
- Chun-Li's Spinning Bird Kick

When The Sun Goes Down
- When The Sun Goes Down
- Stickin' to the Floor
- 7
- Settle For A Draw

Whatever People Say I Am, That's What I'm Not
- The View from the Afternoon
- Dancing Shoes
- You Probably Couldn't See The Lights But You Were Looking Straight At Me
- Still Take You Home
- Riot Van
- Red Light Indicates Doors Are Secured
- Mardy Bum
- Perhaps Vampires Is A Bit Strong But...
- A Certain Romance

Who the Fuck Are Arctic Monkeys
- Cigarette Smoker Fiona
- Despair In The Departure Lounge
- No Buses
- Who The Fuck Are Arctic Monkeys

Leave Before The Lights Come On
- Leave Before The Lights Come On
- Put Your Dukes Up, John (The Little Frames)
- Baby I'm Yours (Barbara Lewis)

Favourite Worst Nightmare
- Brianstorm
- Teddy Picker
- D Is For Dangerous
- Balaclava
- Fluorescent Adolescent
- Only Ones Who Know
- Do Me A Favour
- This House Is A Circus
- If You Were There, Beware
- The Bad Thing
- Old Yellow Bricks
- 505

Fluorescent Adolescent
- The Bakery
- Plastic Tramp
- Too Much To Ask

Crying Lightning
- Crying Lightning
- I Haven't Got My Strange
- Red Right Hand

Humbug
- My Propeller
- Crying Lightning
- Dangerous Animals
- Secret Door
- Potion Approaching
- Fire and the Thud
- Cornerstone
- Dance Little Liar
- Pretty Visitors
- Rock starThe Jeweller's Hands

## وصلات خارجية
- أركتك مونكيز على موقع IMDb (الإنجليزية)
- أركتك مونكيز على موقع ميوزك برينز (الإنجليزية)
- أركتك مونكيز على موقع رولينغ ستون (الإنجليزية)
- أركتك مونكيز على موقع أول ميوزيك (الإنجليزية)
- أركتك مونكيز على موقع ديسكوغز (الإنجليزية)
- الموقع الرسمي للفرقة